# 1851 w polityce

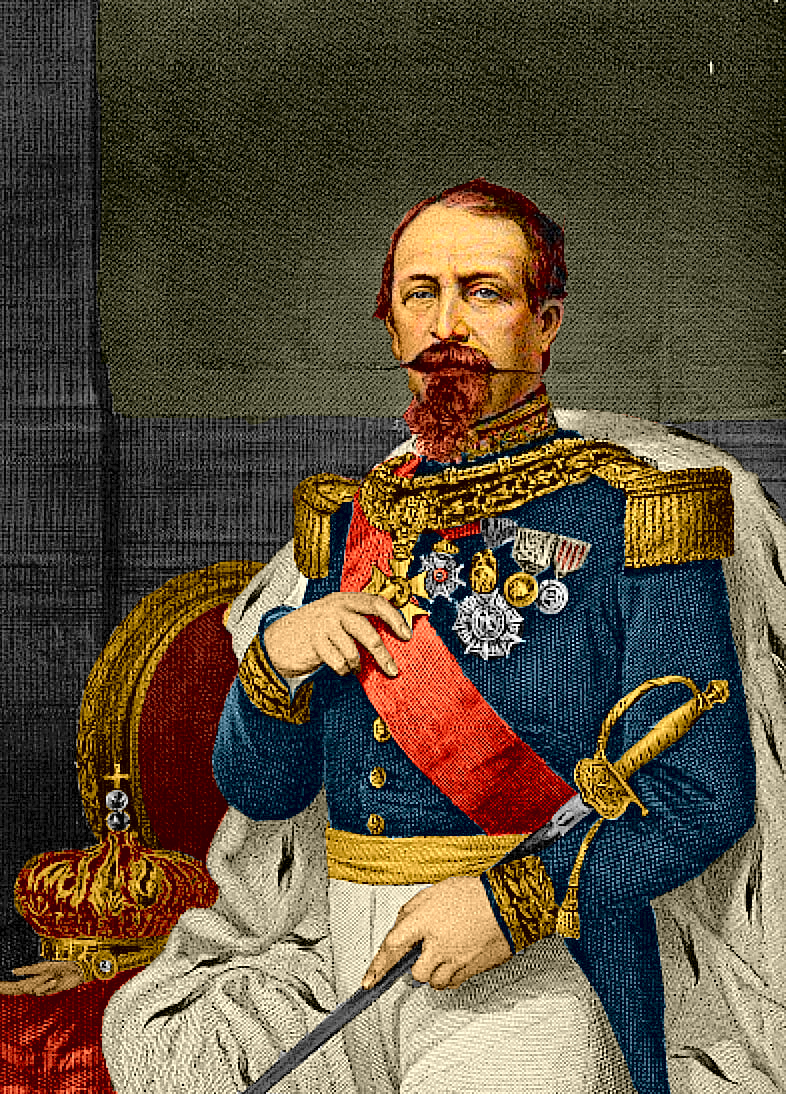
Napoleon III Bonaparte

Wydarzenia polityczne w 1851 roku.

## Wydarzenia
- zamach stanu Ludwika Napoleona Bonapartego[1].

## Zmarli
- Piotr II Petrowić-Niegosz, biskup i zarazem władca Czarnogóry[2].